# Rača (Bratislava)
| Rača (Bratislava)   | Rača (Bratislava)    |
| ------------------- | -------------------- |
| Rača (Bratislava)   |                      |
| Grb                 | Karta                |
|                     |                      |
| Opći podaci         |                      |
| Kraj:               | Bratislavský         |
| Okrug:              | Bratislava III       |
| Regija:             | Bratislava i okolica |
| Nadmorska visina:   | 154 m                |
| Površina:           | 23,659 km²           |
| Stanovništvo:       | 20 357 (2005.)       |
| Gustoća:            | stan./km2            |
| Statistički kôd:    |                      |
| Registarska oznaka: | BA                   |
| Poštanski broj:     |                      |
| Pozivni broj:       | 02                   |
| Stranica:           | www.raca.sk          |
| Načelnik:           | Michal Drotován      |

Rača (njemački: Ratzersdorf, mađarski: Récse) je gradska četvrt u Bratislavi.
Rača je prvi put spomenuta 1296., kao vinogradarsko mjesto. Sve do 1946. naselje je bilo poznato kao Račistorf, kada je pripojeno Bratislavi.

## Podjela
Neslužbeno je ova četvrt podijeljena na tri dijela:
- Krasňany
- Rača
- Východná

## Poznate osobe
- Ján Šebela (*1907 – † 1992), SDB, rimokatolički svećenik, prisiljen emigrirati zbog religije.[1]